# Modulor

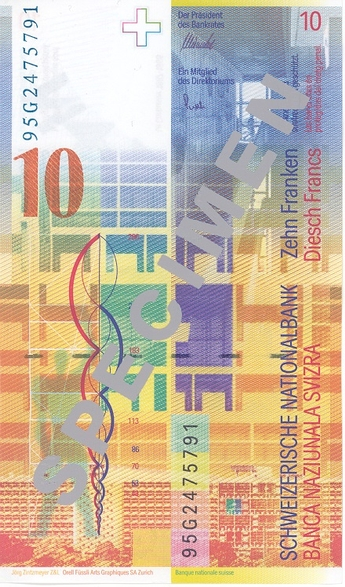
Paper moneda suís amb el Modulor de LeCorbusier

El mudulor és un sistema de mesures detallat per Le Corbusier (1887-1965) que publica a (1948) el llibre anomenat "Le Modulor" seguit per  "Le Modulor 2" a (1953) en els que dona a conèixer el seu treball, i de certa manera, s'uneix a una llarga "tradició" vista en personatges com Vitruvi, Da Vinci i Leon Battista Alberti en la recerca d'una relació matemàtica entre les mesures de l'home i la natura. De certa manera és una recerca antropomètrica d'un sistema de mesures del cos humà en què cada magnitud es relaciona amb l'anterior pel nombre auri, tot amb la finalitat que servís com a mesura base en les parts de l'arquitectura.
Les mesures parteixen des de la mesura de l'home amb la mà aixecada (226 cm) i de la seva meitat, l'altura del melic (113 cm). Des de la primera mesura multiplicant successivament i dividint de la mateixa manera pel nombre d'or s'obté l'anomenada sèrie blava, i de la segona de la mateixa manera la vermella. Sent cadascun una successió de Fibonacci i permetent milers de combinacions harmòniques.
- Sèrie blava, en metres, seria: ..., 9,57, 5,92, 3,66;'2, 26 '; 1,40, 0,86, 0,53; 0,33; 0,20; ...

- Sèrie vermella, en metres, seria: ..., 4,79, 2,96, 1,83;'1, 13 '; 0,70, 0,43, 0,26; 0,16; 0,10; ...

Al paper moneda de 10 CHF de Suïssa apareix una imatge del Modulor.